# Juan Pablo Krilanovich
Juan Pablo Krilanovich (Adrogué, 7 de abril de 2002) es un futbolista profesional argentino que juega como extremo en Arsenal de Sarandí.

## Trayectoria
Krilanovich comenzó su carrera juvenil a la edad de seis años en Cultural Guernica; pueblo en el que creció, habiendo nacido en Adrogué. 
En 2008, Krilanovich fue fichado por Lanús.  
Progresó en sus categorías inferiores durante doce años, antes de pasar al primer equipo de Luis Zubeldía en 2020.  
Luego de no ser utilizado en el banco de suplentes en partidos con Talleres, Newell's Old Boys y en la Copa Sudamericana, Independiente, Krilanovich disputó ochenta y seis minutos de una victoria como visitante ante Aldosivi en la Copa de la Liga Profesional el 13 de diciembre de 2020, fue sustituido por su compañero debutante Kevin Lomónaco. 
En enero de 2023 es cedido por Lanús a préstamo sin opción de compra al Club Atlanta de la Primera Nacional.
Acuerda quedar en libertad de acción con Lanús y a principios de febrero de 2024 acuerda incorporarse a Arsenal de Sarandí que compite en el torneo de Primera Nacional.

## Selección nacional
Krilanovich representó a Argentina en las categorías U15 y U17. Marcó dos goles, contra Chile y la invitada República Checa, que ganaron el Campeonato Sudamericano Sub-15 de 2017 en condición de local.  Krilanovich luego anotó un gol, contra Paraguay, en cinco apariciones en el Campeonato Sudamericano Sub-17 de 2019 en Perú, cuando ganaron el trofeo y se clasificaron para la Copa Mundial Sub-17 de la FIFA en Brasil; donde marcó, contra Camerún, en dos partidos. 

## Estadísticas
Actualizado al último partido disputado el 13 de mayo de 2024.
| C.A. Lanús Argentina | 1.ª           | 2020          | 0  | 0 | 4 | 0 | 0 | 0 | 4  | 0 |
| C.A. Lanús Argentina | 1.ª           | 2022          | 0  | 0 | 1 | 0 | 0 | 0 | 1  | 0 |
| C.A. Lanús Argentina | Total club    | Total club    | 0  | 0 | 5 | 0 | 0 | 0 | 5  | 0 |
| C.A. Atlanta Argentina | 2.ª           | 2023          | 14 | 0 | 0 | 0 | 0 | 0 | 14 | 0 |
| C.A. Atlanta Argentina | Total club    | Total club    | 14 | 0 | 0 | 0 | 0 | 0 | 14 | 0 |
| Arsenal de Sarandí Argentina | 2.ª           | 2024          | 10 | 0 | 1 | 0 | 0 | 0 | 11 | 0 |
| Arsenal de Sarandí Argentina | Total club    | Total club    | 10 | 0 | 1 | 0 | 0 | 0 | 11 | 0 |
| Total carrera | Total carrera | Total carrera | 24 | 0 | 6 | 0 | 0 | 0 | 30 | 0 |
| (1) La copa nacional se refiere a la Copa Argentina y Copa de la Liga Profesional. (2) La copa internacional se refiere a la Copa Sudamericana y Copa Libertadores. |               |               |    |   |   |   |   |   |    |   |

## Palmarés

### Campeonatos internacionales
| Selecionado                | País      | Año  |
| -------------------------- | --------- | ---- |
| Selección Argentina Sub-15 | Argentina | 2017 |
| Selección Argentina Sub-17 | Argentina | 2019 |